# Heilige Maria Hemelvaartkerk (Aardenburg)
De Heilige Maria Hemelvaartkerk is een rooms-katholieke kerk in de Zeeuws-Vlaamse stad Aardenburg.
De kerk werd gebouwd in 1850-1851 volgens een ontwerp van P.J. Soffers in vroege neogotische stijl. Van de oorspronkelijke kerk resteren nog het schip en de ingebouwde toren. Het oorspronkelijke koor werd in 1924 gesloopt en vervangen door een nieuwe gecentraliseerde oostpartij naar ontwerp van J.H.H. van Groenendael, bestaande uit een transept, een koor en een achtzijdige vieringkoepel.